# Алекса (Ђорђев) Карађорђевић
Алекса Карађорђевић (10. јун 1859 — Санкт Мориц, 15. фебруар 1920) је био први син Ђорђа Карађорђевића (унук Карађорђа Петровића) и Саре Анастасијевић (ћерка Капетан Мише). Алекса је био виђен као један од наследника трона по повратку Карађорђевића на престо Србије 1903. године.

## Младост
Принц Алекса је рођен пет месеци након што је његов деда-стриц Александар Карађорђевић био приморан да абдицира са позиције кнеза Србије. Његови родитељи су били кнез Ђорђе Карађорђевић (1827—1884) и Сарка Анастасијевић (1836—1931). Он је имао брата Божидара Карађорђевића. Његов деда по оцу Алекса Карађорђевић, по коме је и добио име, је био најстарији син Карађорђа Петровића и старији брат кнеза Александра Карађорђевића. Његов деда по мајци је био капетан Миша Анастасијевић.
Принц Алекса је одрастао и живео у егзилу у Паризу.

## Претензије на престо
Након смрти свог оца 1884. Алекса је постао глава старијег огранка Дома Карађорђевића и претендент на српски престо. Он није био једини Карађорђевић са тим претензијама. Кнез Петар, син кнеза Александра Карађорђевића је такође полагао право на престо. Године 1895. кнез Алекса је изјавио: „Не само да не намеравам да одустанем од свог легитимног права, већ сам спреман да учиним да оно надвлада.“ Неколико година касније његов брат кнез Божидар је био у тајној посети Србији са циљем да добију подршку за дом Карађорђевића.
Крајем 1898. принц Алекса је у Паризу упознао Мабел Свифт, рођаку америчког бизнисмена Густавуса Френклина Свифта. Принц Алекса јој је предложио брак под условом да њени родитељи пристану на то. У јуну 1899. кнез Алекса је отишао за Америку да тражи одобрење за свој брак. Након што је провео неко време са њеном породицом у вили у Беверлију, Чикаго, они су одбили да дају пристанак на брак. Један од разлога, спекулисало се, јесте да је њена породица била забринути да ће њихова ћерка бити само моргантска жена у случају да Алекса дође на српски престо.
У јануару 1902. било је извештаја у Србији да је краљ Александар I из ривалског дома Обреновића био спреман да се одрекне престола у корист кнеза Алексе, или у најмању руку да ће он бити именован као Александров наследник. Међутим то се није догодило и следеће године краљ Александар је убијен. На упражњено место на престолу је постављен принц Петар Карађорђевић, који је изабран за краља Петра Првог. Принц Алекса је изјавио у интервјуу да је одустао од претензија на престо.

## Брак и позне године
Краљ Петар је 1909. године донео нови статут за чланове краљевске куће. Међутим статут није поменуо чланове старије, невладајуће гране породице. По статуту потомци краља Петра имали су право на титулу Краљевског Височанства, док су потомци његовог млађи брата принца Арсена имали право на титулу Височанство. Кнез Алекса је у потпуности искључен из права на наследство трона у случају нестанка мушке линије краља Петра и кнеза Арсена.
Иако је у 1903. кнез Алекса најавио да је напустио своје право на престо, он је остао у Паризу и у каснијим годинама он је и даље тврдио да је требало да буде краљ Србије. По избијању Првог балканског рата кнез Алекса се вратио у Србију са намером да служи у армији. За то је добио дозволу од краља Петра. Обријао је своје карактеристичне бркове како би се прикрила његова функција и у Војску Србије је уписан као обичан војник. Током рата је учествовао у борбама у Кумановској и Битољској бици.
Дана 11. јуна 1913. године, месец дана након завршетка Првог балканског рата, принц Алекса се вратио у Париз и оженио Дарију Прат (рођену Панкхурст). Амбасадор САД у Француској Мајрон Т. Херик био један од сведока са младине стране, док су кнез Арсен Карађорђевић и грофица Де ла Рибоисер били сведоци кнеза Алексе. Алекса и његова супруга су провели медени месец у јужној Француској, а потом су се упутили у њен родни град Њујорк. То је био његов први боравак у САД након 14 година.
Током Првог светског рата принц Алекса и његова супруга су се вратили у Србију да подржавају ратне напоре. Алекса је служио као председник Црвеног крста Србије. Након пада ратне престонице Ниша, Алекса и његова супруга су учествовали у повлачењу из Србије кроз Албанију. Добио је чин пуковника и Карађорђеву звезду 3. реда. Пар стигао је у Рим на Бадње вече 1915. године.
Кнез Алекса је преминуо 16. фебруара 1920. године у Санкт Морицу у Швајцарској, од Шпанског грипа. Престолонаследник Александар му је организовао парастос 22. фебруара у 11 сати у Саборној цркви у Београду. Парастосу су присуствовали чланови владе, дипломатски кор, официри београдског гарнизона, и велики број грађана. На двору је по устаљеном протоколу била проглашена жалост од 6 недеља.
Смрћу принца Алексе старија грана династије Карађорђевић је изумрла по мушкој линији.

## Титуле и признања
- 10. јун 1859—15. фебруар 1920: Његово височанство кнез Алекса Карађорђевић

### Одликовања
- Орден Карађорђеве звезде (Краљевина Србија)

## Породично стабло
|  |                        |  |  |  |  |  |  |  |  |  |  |  |  |  |  |  |
|  | 8. Карађорђе Петровић  |  |  |  |  |  |  |  |  |  |  |  |  |  |  |  |
|  |                        |  |  |  |  |  |  |  |  |  |  |  |  |  |  |  |
|  |                        |  |  |  |  |  |  |  |  |  |  |  |  |  |  |  |
|  | 4. Алекса Карађорђевић |  |  |  |  |  |  |  |  |  |  |  |  |  |  |  |
|  |                        |  |  |  |  |  |  |  |  |  |  |  |  |  |  |  |
|  |                        |  |  |  |  |  |  |  |  |  |  |  |  |  |  |  |
|  | 9. Јелена Јовановић    |  |  |  |  |  |  |  |  |  |  |  |  |  |  |  |
|  |                        |  |  |  |  |  |  |  |  |  |  |  |  |  |  |  |
|  |                        |  |  |  |  |  |  |  |  |  |  |  |  |  |  |  |
|  | 2. Ђорђе Карађорђевић  |  |  |  |  |  |  |  |  |  |  |  |  |  |  |  |
|  |                        |  |  |  |  |  |  |  |  |  |  |  |  |  |  |  |
|  |                        |  |  |  |  |  |  |  |  |  |  |  |  |  |  |  |
|  | 10. Николај Трокин     |  |  |  |  |  |  |  |  |  |  |  |  |  |  |  |
|  |                        |  |  |  |  |  |  |  |  |  |  |  |  |  |  |  |
|  |                        |  |  |  |  |  |  |  |  |  |  |  |  |  |  |  |
|  | 5. Марија Трокин       |  |  |  |  |  |  |  |  |  |  |  |  |  |  |  |
|  |                        |  |  |  |  |  |  |  |  |  |  |  |  |  |  |  |
|  |                        |  |  |  |  |  |  |  |  |  |  |  |  |  |  |  |
|  | 1. Алекса Карађорђевић |  |  |  |  |  |  |  |  |  |  |  |  |  |  |  |
|  |                        |  |  |  |  |  |  |  |  |  |  |  |  |  |  |  |
|  |                        |  |  |  |  |  |  |  |  |  |  |  |  |  |  |  |
|  | 12. Анастас            |  |  |  |  |  |  |  |  |  |  |  |  |  |  |  |
|  |                        |  |  |  |  |  |  |  |  |  |  |  |  |  |  |  |
|  |                        |  |  |  |  |  |  |  |  |  |  |  |  |  |  |  |
|  | 6. Миша Анастасијевић  |  |  |  |  |  |  |  |  |  |  |  |  |  |  |  |
|  |                        |  |  |  |  |  |  |  |  |  |  |  |  |  |  |  |
|  |                        |  |  |  |  |  |  |  |  |  |  |  |  |  |  |  |
|  | 13. Ружа               |  |  |  |  |  |  |  |  |  |  |  |  |  |  |  |
|  |                        |  |  |  |  |  |  |  |  |  |  |  |  |  |  |  |
|  |                        |  |  |  |  |  |  |  |  |  |  |  |  |  |  |  |
|  | 3. Сара Анастасијевић  |  |  |  |  |  |  |  |  |  |  |  |  |  |  |  |
|  |                        |  |  |  |  |  |  |  |  |  |  |  |  |  |  |  |
|  |                        |  |  |  |  |  |  |  |  |  |  |  |  |  |  |  |
|  | 7. Христина Урошевић   |  |  |  |  |  |  |  |  |  |  |  |  |  |  |  |
|  |                        |  |  |  |  |  |  |  |  |  |  |  |  |  |  |  |
|  |                        |  |  |  |  |  |  |  |  |  |  |  |  |  |  |  |

## Породица

### Супружник
| име              | слика | датум рођења   | датум смрти   |
| ---------------- | ----- | -------------- | ------------- |
| Дарија Панкхурст |       | 21. март 1859. | 26. јун 1938. |